# Stenopsychidae
Stenopsychidae är en familj av nattsländor. Stenopsychidae ingår i överfamiljen Philopotamoidea, ordningen nattsländor, klassen egentliga insekter, fylumet leddjur och riket djur. Enligt Catalogue of Life omfattar familjen Stenopsychidae 92 arter. 
Kladogram enligt Catalogue of Life:
| Stenopsychidae | \| \| Pseudostenopsyche \| \| \| \| \| \| Stenopsyche \| \| \| \| \| \| Stenopsychodes \| \| \| \| |
|                | \| \| Pseudostenopsyche \| \| \| \| \| \| Stenopsyche \| \| \| \| \| \| Stenopsychodes \| \| \| \| |
|                | stengömmenattsländor                                                                               |
|                | |
|                | Pseudostenopsyche                                                                                  |
|                | |
|                | Stenopsyche                                                                                        |
|                | |
|                | Stenopsychodes                                                                                     |
|                | |

|  | Pseudostenopsyche |
|  |                   |
|  | Stenopsyche       |
|  |                   |
|  | Stenopsychodes    |
|  |                   |